# Paola Bentivoglio
Paola Adriani Bentivoglio (Génova, 6 de agosto de 1932-Boston, 30 de abril de 2019) fue una lingüista y profesora universitaria venezolana de origen italiano.

## Biografía
Nacida en Italia, arribó a Venezuela en 1956 y, años más tarde, cursó la Licenciatura en Letras (1967) en la Universidad Central de Venezuela (UCV) y el Master of Arts en lingüística (1980) en la Universidad de California en Los Ángeles.
En 1970 ingresó como investigadora del Instituto de Filología "Andrés Bello" de la UCV, institución donde desempeñaría los cargos de directora (1987-1990) y jefa del Departamento de Dialectología. A lo largo de su carrera profesional fue profesora de la UCV, especialmente en la Escuela de Letras y, ocasionalmente, de la Escuela de Comunicación. En 1990 participó en la reorganización de la Maestría en Lingüística de la UCV, la cual coordinó entre los años 1991 y 2014.
Entre 1970 y 2010 dirigió la recolección de diversos corpus lingüísticos del español de Venezuela, entre ellos: el Corpus del habla culta de Caracas, el Corpus para el estudio sociolingüístico del habla de Caracas 1977, el Corpus para el estudio sociolingüístico del habla de Caracas 1986 y el Corpus PRESEEA-Caracas (2008-2010). La base de estos estudios la llevó a proponer y coordinar el proyecto interinstitucional «Gramática del español hablado en Venezuela» (GREHV), orientado a la redacción de una gramática sincrónica del español hablado en Venezuela.
Tuvo un papel importante dentro de la Asociación de Lingüística y Filología de América Latina (ALFAL), en la cual ocupó el cargo de Secretaria (1984-1996) y vocal de la Comisión Directiva (1996-2002). Fundó, junto a Humberto López Morales y Carmen Silva-Corvalán, la revista Lingüística, publicación periódica la ALFAL, y entre los años 1988-2001 organizó las Jornadas de ALFAL-Venezuela. Además de la ALFAL, fue miembro de diversas asociaciones profesionales, como la Asociación Brasileña de Lingüística (ABRALIN), la International Pragmatics Association (IPrA) y la Asociación Venezolana para el Avance de la Ciencia (AsoVAC).

## Publicaciones selectas

### Artículos
- Bentivoglio, Paola; Sedano, Mercedes (1993). «Investigación sociolingüística: Sus métodos aplicados a una experiencia venezolana». Boletín de Lingüística 8.
- Bentivoglio, Paola (1998). La variación sociofonológica. Español actual 69, pp. 29-42.
- Bentivoglio, Paola e Irania Malaver (2006). La lingüística de corpus en Venezuela: un nuevo proyecto. Lingua Americana 19, pp. 37-46.
- Bentivoglio, Paola e Irania Malaver (2012). Corpus sociolingüístico de Caracas: PRESEEA Caracas 2004-2010. Hablantes de instrucción superior. Boletín de Lingüística XXIV, pp. 144-180.

### Libros
- Bentivoglio, Paola (1987). Los sujetos pronominales de primera persona en el español de Caracas. Caracas: Universidad Central de Venezuela, Consejo de Desarrollo Científico y Humanístico. ISBN 980-00-0165-4.

### Capítulos de libros
- Bentivoglio, Paola (1983). «Topic continuity and discontinuity in discourse: A study of spoken Latin-American Spanish».  En Givón, Talmy, ed. Topic continuity in discourse (en inglés). Ámsterdam: John Benjamisn. pp. 255-311. ISBN 9789027228635.